# Норт-Горнелл (Нью-Йорк)
Норт-Горнелл (англ. North Hornell) — селище (англ. village) в США, в окрузі Стубен штату Нью-Йорк. Населення — 732 особи (2020).

## Географія
Норт-Горнелл розташований за координатами 42°20′44″ пн. ш. 77°39′38″ зх. д. / 42.34556° пн. ш. 77.66056° зх. д. (42.345536, -77.660652).  За даними Бюро перепису населення США в 2010 році селище мало площу 1,29 км², уся площа — суходіл.

## Демографія
Згідно з переписом 2010 року, у селищі мешкало 778 осіб у 297 домогосподарствах у складі 182 родин. Густота населення становила 604 особи/км².  Було 335 помешкань (260/км²).
Расовий склад населення:
| - 97,4 % — білих - 0,6 % — азіатів - 0,1 % — корінних американців |

До двох чи більше рас належало 1,7 %. Частка іспаномовних становила 2,2 % від усіх жителів.
За віковим діапазоном населення розподілялося таким чином: 17,1 % — особи молодші 18 років, 49,5 % — особи у віці 18—64 років, 33,4 % — особи у віці 65 років та старші. Медіана віку мешканця становила 54,7 року. На 100 осіб жіночої статі у селищі припадало 76,4 чоловіків;  на 100 жінок у віці від 18 років та старших — 73,4 чоловіків також старших 18 років.
Середній дохід на одне домашнє господарство  становив 75 834 долари США (медіана — 57 105), а середній дохід на одну сім'ю — 84 517 доларів (медіана — 83 750). За межею бідності перебувало 6,1 % осіб, у тому числі 9,0 % дітей у віці до 18 років та 4,1 % осіб у віці 65 років та старших.
Цивільне працевлаштоване населення становило 352 особи. Основні галузі зайнятості: освіта, охорона здоров'я та соціальна допомога — 38,6 %, роздрібна торгівля — 12,5 %, публічна адміністрація — 9,9 %.